# José Antonio Cepeda González
José Antonio Cepeda González (Oviedo, 28 de abril de 1921 - ibidem, 15 de julio de 1999) fue un periodista español.

## Biografía
Nacido en 1921 en Oviedo, era hijo del también periodista José Antonio Cepeda.
Inició su carrera periodística colaborando con la La Nueva España. Luego trabajó en otros muchos periódicos como La Voz de Castilla, Arriba, Hierro o Información, hasta que en 1954 regresó a la redacción de La Nueva España. Posteriormente fue redactor y director de Región, y colaboró activamente con otros medios como Radio Nacional de España. También fue jefe de prensa y comunicaciones de la Diputación Provincial y de la empresa minera Hunosa. 
Fue premiado con el Premio Nacional de Turismo y con el de periodismo del Ejército en tres ocasiones.
Utilizó el pseudónimo «Juan de Neguri» para firmar sus «Crónicas de Asturias», sección que mantuvo durante muchos años y le dio una inmensa popularidad en Asturias. Sus últimas colaboraciones fueron publicadas en La Voz de Asturias.
El Ayuntamiento de Oviedo, en sesión de 5 de febrero de 1996, decidió denominar como Periodistas Cepeda a una calle situada en La Florida, entre las calles de Fuente de la Plata y de Martínez Cachero. La decisión se justifica «como forma de honrar el ejercicio de esa noble profesión y el apellido que tantos hombres singulares dio para su ejercicio», en referencia tanto a José Antonio Cepeda como a su hermano Luis Alberto Cepeda González y su padre José Antonio Cepeda.

## Obras
- La juventud marcha
- Andadura castellana
- Asturias y España en paz